# 4758 Hermitage
4758 Hermitage este un asteroid din centura principală, descoperit pe 27 septembrie 1978 de Liudmila Cernîh.